# Prisión de Korydallos
La Prisión de Korydallos es la principal cárcel de Grecia, que alberga prisioneros de máxima seguridad tanto hombres como mujeres. Se encuentra ubicada en Korydallos, Piraeus. Sus más famosos detenidos son los terroristas miembros del 17 de noviembre. La cárcel Korydallos también fue utilizada como el lugar para los juicios contra la junta griega en 1975. En noviembre de 1995, hubo una revuelta masiva, cuando los internos tomaron el control de la prisión durante varios días en una "batalla" con guardias de la prisión y la policía. Nikolaos Dertilis fue el último miembro de la junta que quedaba en la cárcel. Él murió el 28 de enero de 2013 la edad de 94. La Prisión de Korydallos atrajo la atención de la prensa después de que el preso Vasilis Paleokostas escapó con un helicóptero alquilado, dos veces (en junio de 2006 y luego en febrero de 2009).